# Simone Antonini
Simone Antonini (Empoli, 12 de febrer de 1991) és un ciclista italià, professional des del 2012 i actualment a l'equip Wanty-Groupe Gobert.

## Palmarès
- 2009
  - 1r al Giro della Lunigiana
- 2011
  - 1r a la Pistoia-Fiorano
- 2012
  - 1r a la Pistoia-Fiorano
  - 1r al Giro del Trasimeno
- 2014
  - 1r al Giro del Friül-Venècia Júlia